# Haalderen

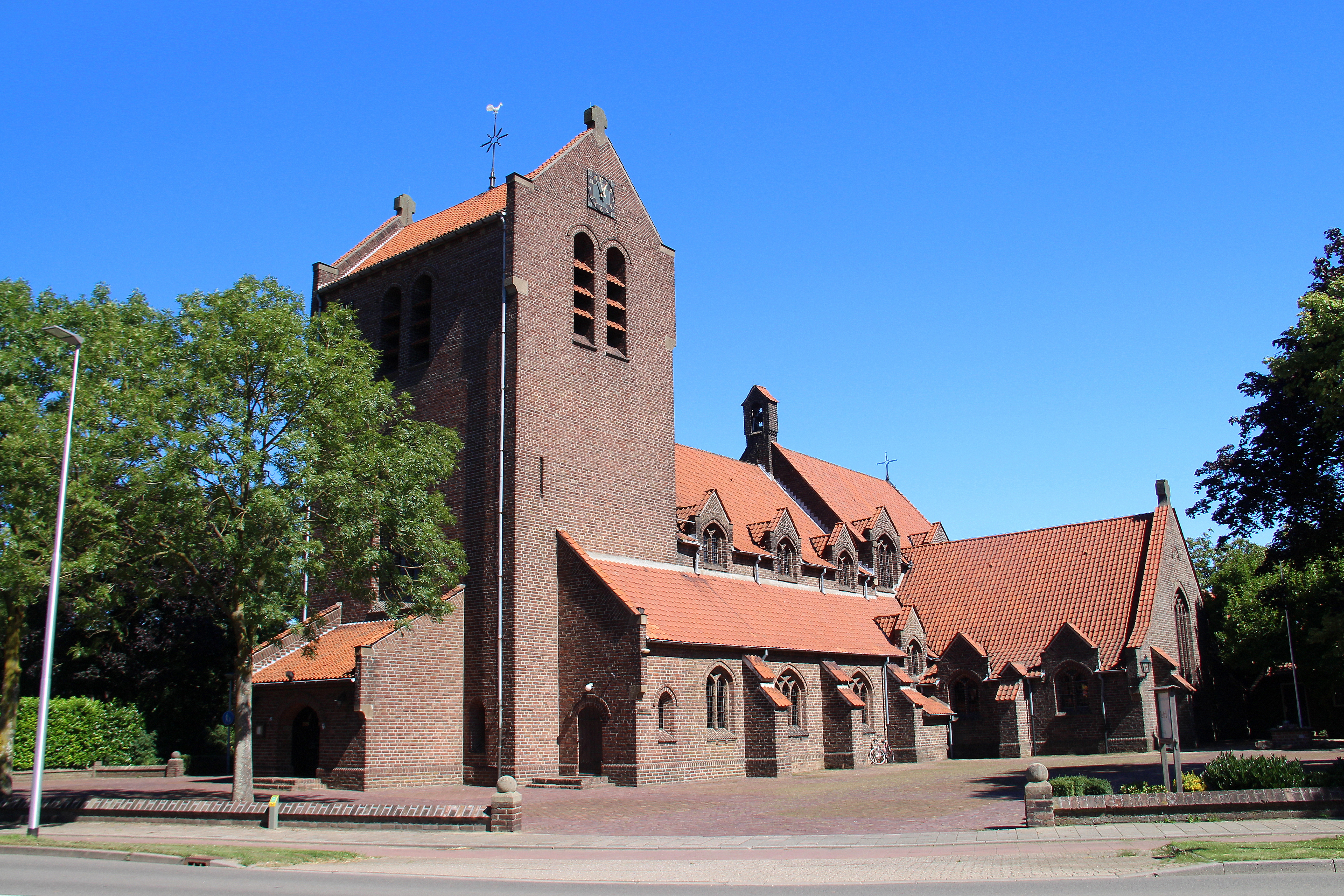
OLV van Zeven Smartenkerk

Haalderen is een dorp in Nederland, in de provincie Gelderland. Het dorp ligt in landstreek de Betuwe en hoort bij de gemeente Lingewaard. Haalderen wordt in het noorden begrensd door de rivier de Linge en in het zuiden door de Waal. Het dorp ligt tegen de grotere plaats Bemmel aan. Haalderen telde 2.065 inwoners op 1 januari 2023.

## Geschiedenis
Op de hoger gelegen terreinen die ’s winters niet onder water liepen, woonden al vijf eeuwen v.Chr. boerengezinnen. Na de aanleg van de grote dijken werd de Essenpas de kern van Haalderen. Het kasteel Essenpas dat er toen stond kreeg een kerk, hetgeen het begin was van Haalderen. Kleine nederzettingen in het grondgebied van Haalderen waren Groot Baal, Sallandsgoed en de Essenpas.
De kerk van Haalderen werd in 1595 gesloopt: Haalderen hield op een parochie te zijn. Het slopen van de parochiekerk was een bedreiging voor het voortbestaan van het dorp, evenals de verwoestende dijkdoorbraken waarmee het dorp te kampen had. Veel inwoners van Haalderen vertrokken naar omliggende plaatsen, waaronder Bemmel en Gendt. In 1918 kreeg het dorp een school. Pas in 1933 kreeg Haalderen weer een nieuwe kerk, ontworpen door Hendrik Willem Valk. Deze kerk werd in de Tweede Wereldoorlog vernietigd, maar is daarna weer volledig opgebouwd. In 1947 werd als belangrijk werkgelegenheidsproject de pottenbakkerij 'Het Ambacht Haalderen' opgericht.

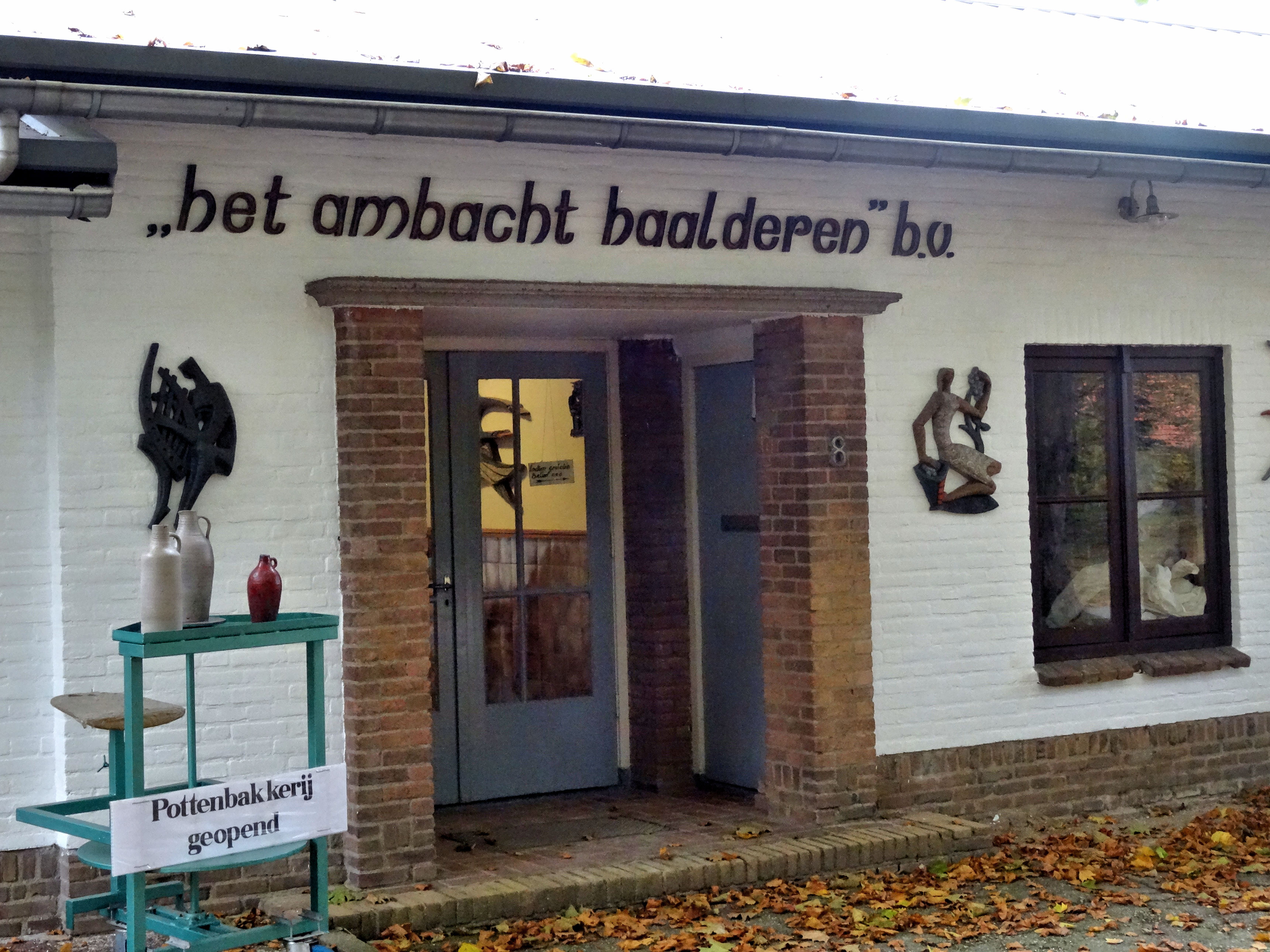
Het Ambacht Haalderen

### Dijkdoorbraken
De rivier de Waal heeft in de 14e en 15e eeuw herhaaldelijk verwoestingen aangericht in het dorp. De ergste vernieling door deze rivier was tijdens de dijkdoorbraak op 19 maart 1784, waarbij Haalderen praktisch van de kaart verdween. Van de dijkdoorbraken zijn drie kolken (ook wielen genoemd) in het huidige landschap van Haalderen nog steeds goed zichtbaar: de Kleine Kolk, Grote Kolk en Groene Kolk. Er ligt ook nog een kolk in het grensgebied van Haalderen en Bemmel, genaamd de Ronduit; deze is ontstaan na een dijkdoorbraak in 1740.

### Gemeentebestuur
Tot en met het jaar 2000 hoorde Haalderen bij de voormalige gemeente Bemmel. Op 1 januari 2001 vormde deze gemeente samen met de voormalige gemeentes Huissen en Gendt een fusiegemeente. Deze nieuwe gemeente werd in eerste instantie vernoemd naar de gemeente Bemmel. Op 1 januari 2003 werd de naam van deze gemeente echter gewijzigd naar haar huidige naam: Lingewaard. 

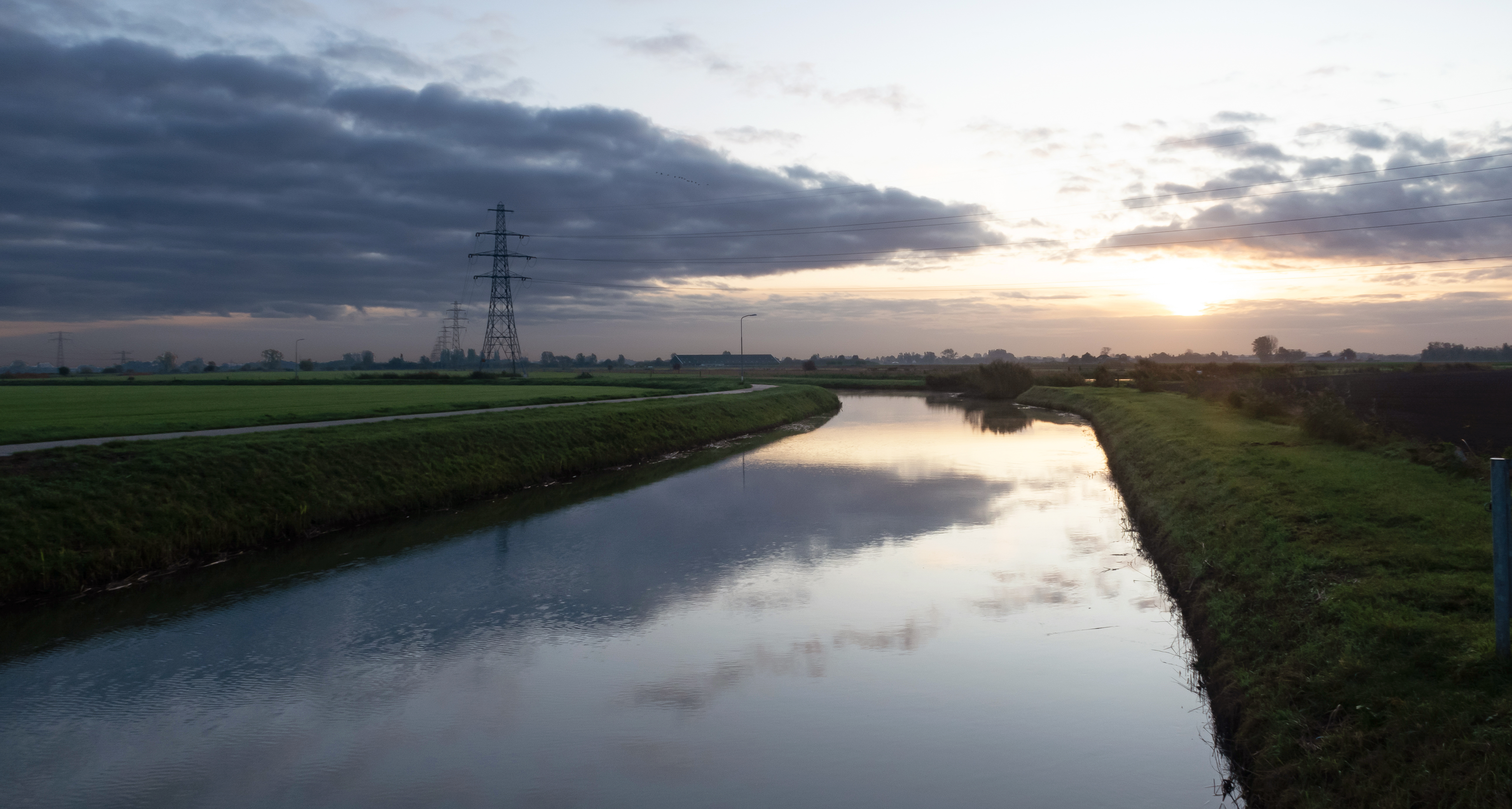
De rivier de Linge bij Haalderen

### Onderwijs
Haalderen heeft één basisschool: De Wieling. Deze school heeft rond de 100 leerlingen. Het schoolgebouw staat direct rechts naast de kerk. De Wieling is een integraal kindcentrum (IKC).

## Geboren in Haalderen
- Herman Gerdsen (1953–2024), voetballer
- Joop Puntman (1934-2013), kunstenaar

## Bezienswaardigheden
In Haalderen liggen onder andere de volgende bezienswaardigheden:
- OLV van Zeven Smartenkerk[3] (de kerk van Haalderen; dit betreft een katholieke kerk)
- Haalders Bos[4] (een klein wandelbos, ook wel het 'Haalders Bosje' genoemd)
- De drie kolken van Haalderen (de Grote Kolk, Kleine Kolk[5] en Groene Kolk)
- Hertenkamp Haalderen (een klein hertenkamp in het midden van het dorp)

## Uiterwaarden
In het zuidwesten van het grondgebied van Haalderen liggen uiterwaarden van de Waal. Deze uiterwaarden zijn onderdeel van het natuurgebied de Gelderse Poort van Staatsbosbeheer. Het Betuwse rivierlandschap in de uiterwaarden van Haalderen bestaat onder andere uit rivierstrand, grasland, ruigte en zachthoutooibos. Er lopen verschillende soorten grote grazers rond, waaronder Rode Geuzen, Konikpaarden en reeën. Op de zandige, hoger gelegen delen langs de rivier groeien verscheidene soorten stroomdalplanten, die het terrein vooral in de vroege zomer een bloemrijk aspect geven.

## Afbeeldingen

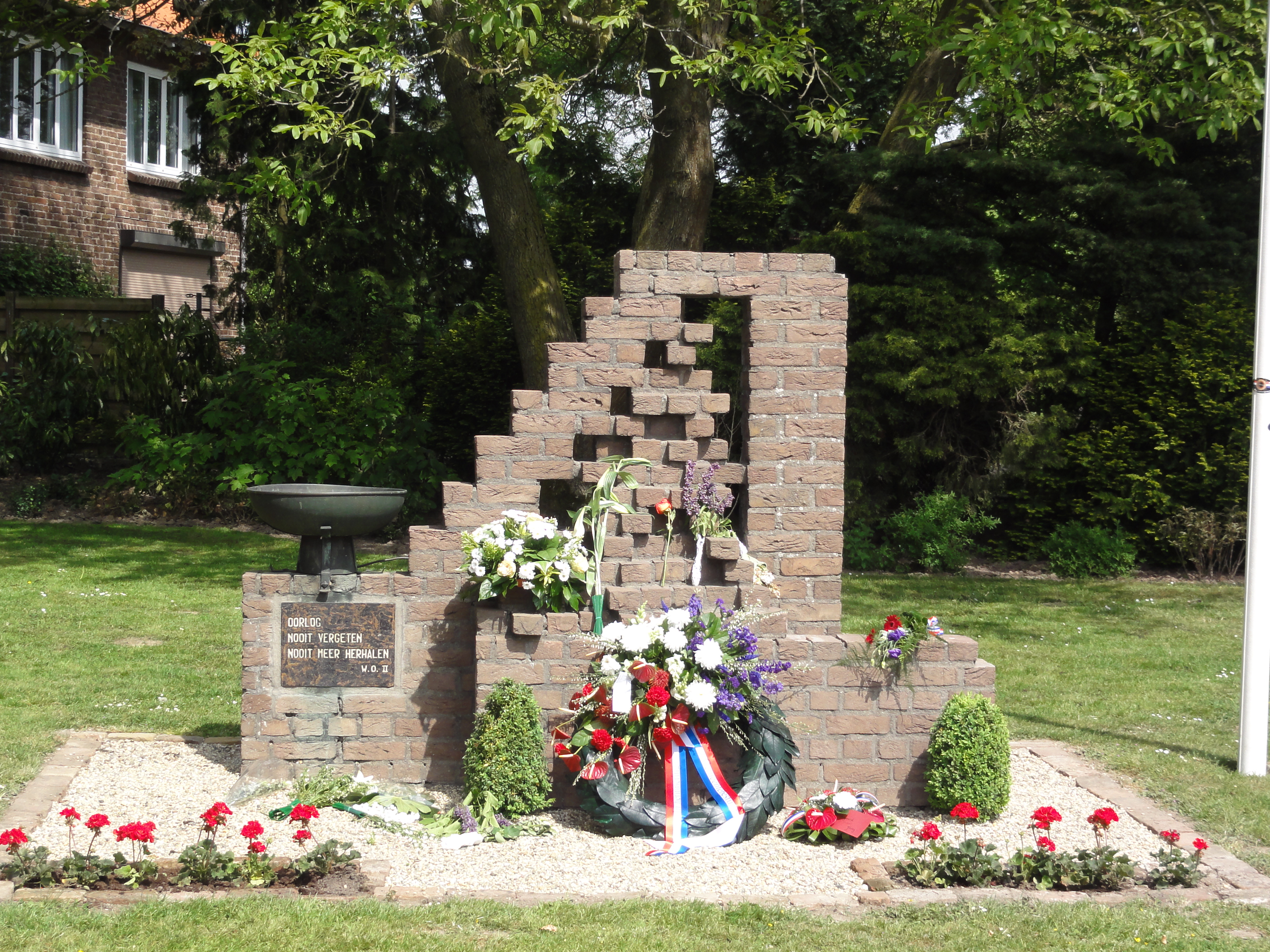
Het oorlogsmonument
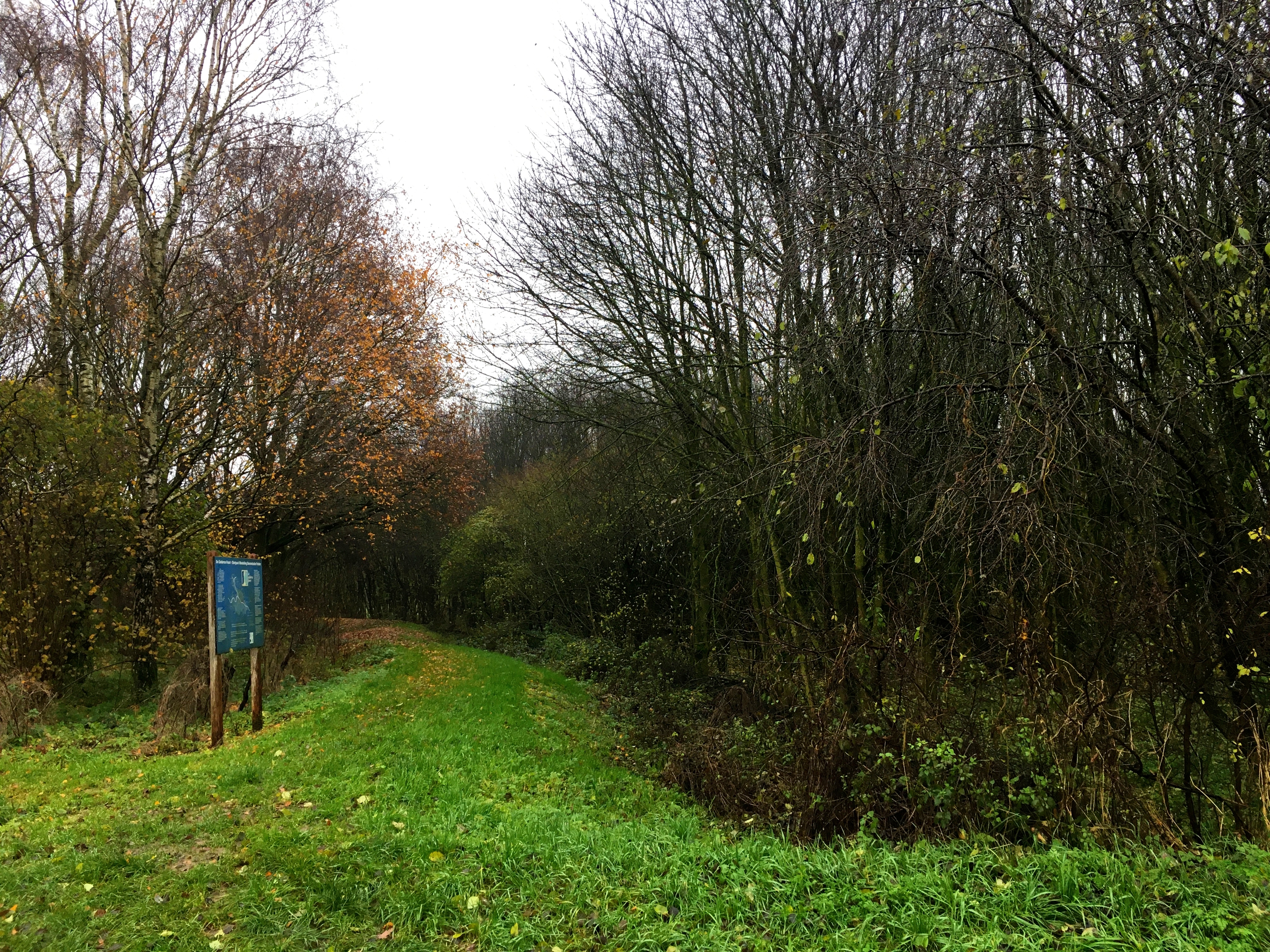
Het Haalders Bos
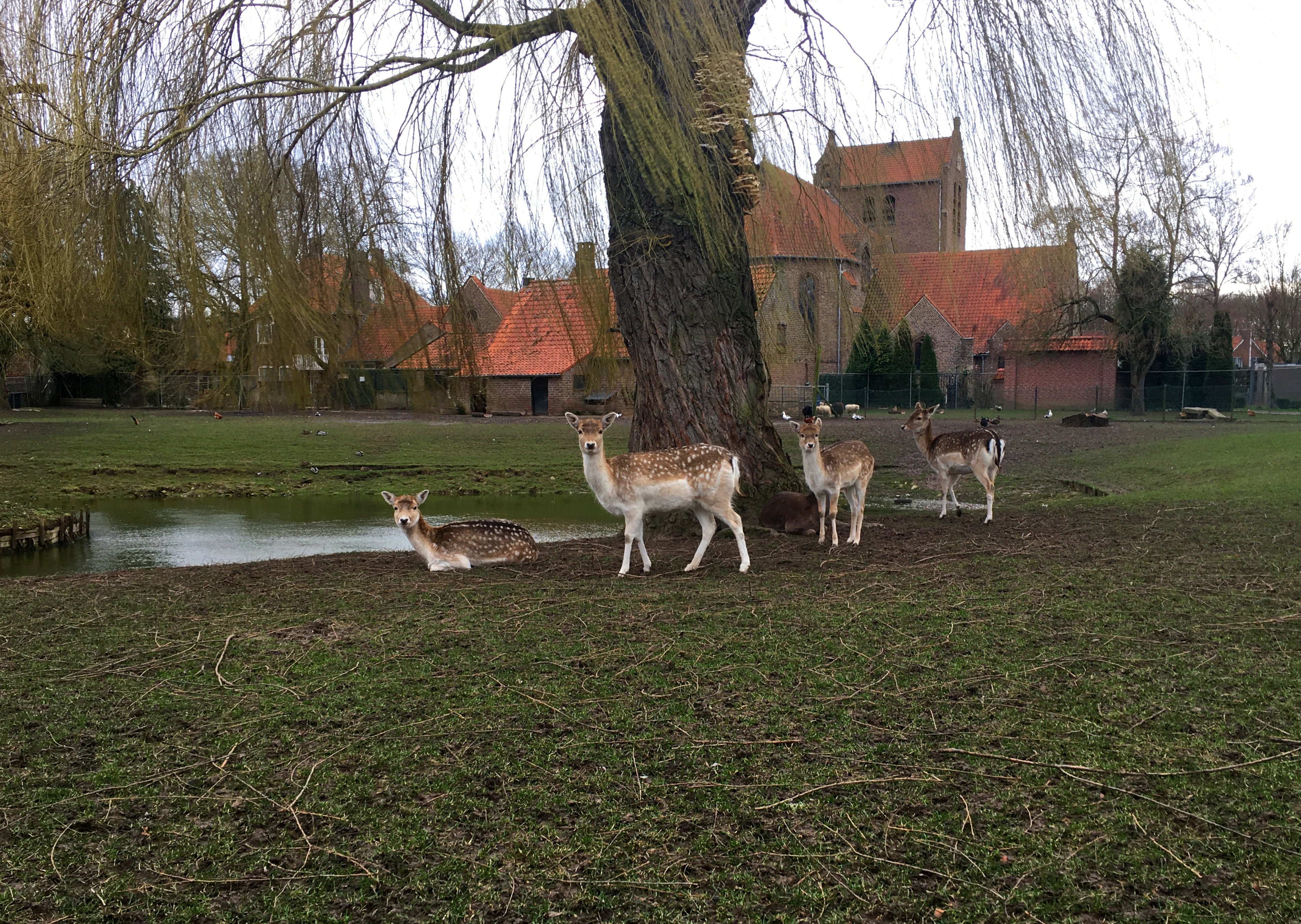
Hertenkamp Haalderen
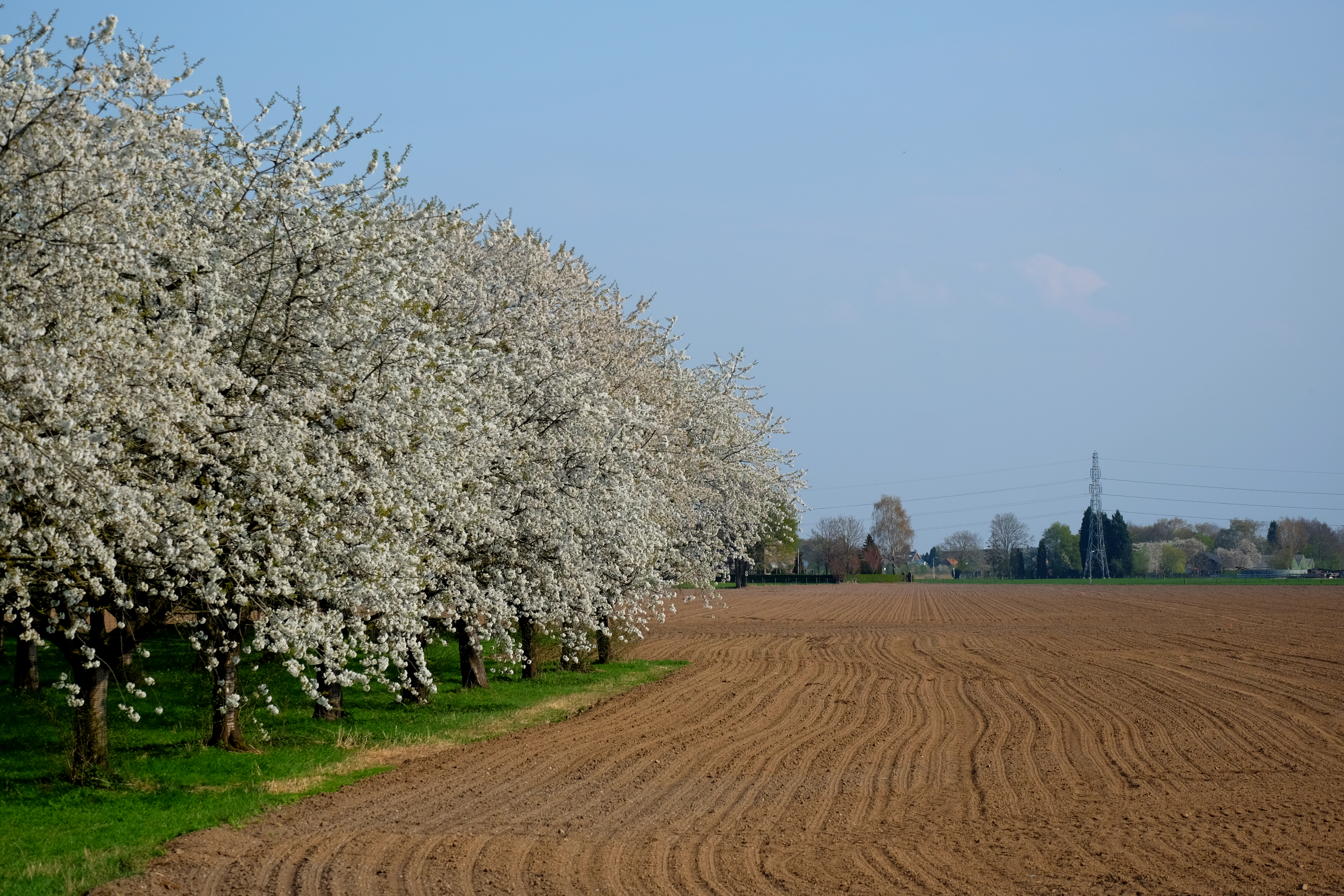
Zicht op Baal (buurtschap)
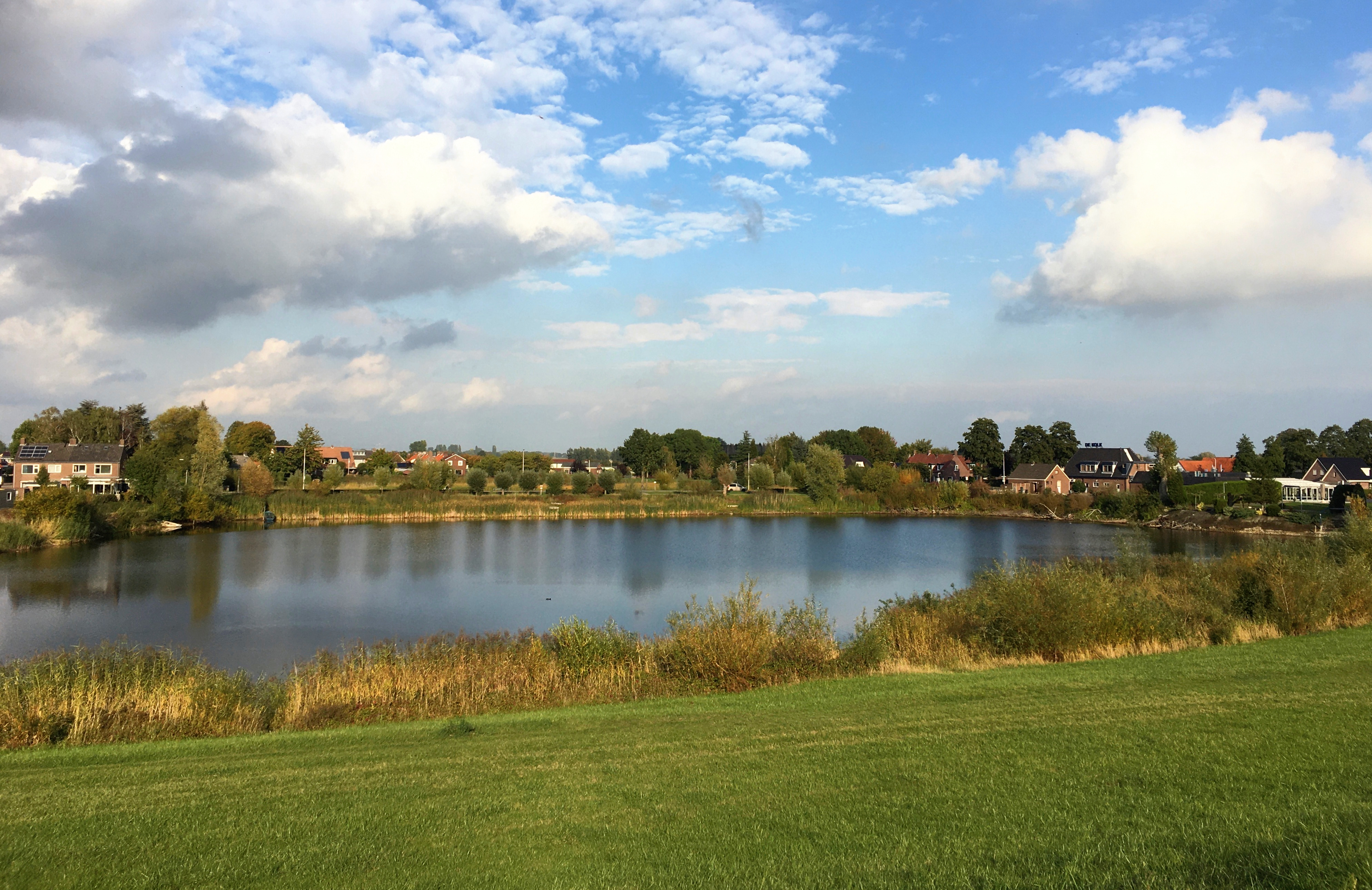
Zicht op de Kleine Kolk

## Trivia
- Tijdens de carnaval wordt Haalderen 't Baggergat genoemd.
- Op zondag 8 mei 2016 kwam de 99ste editie van de wielerwedstrijd de Ronde van Italië door het buitengebied van Haalderen.

Dorpen: Angeren · Bemmel · Doornenburg ·  Gendt · Haalderen · Huissen · Ressen

Buurtschappen: Baal · Bergerden · Boerenhoek · Doornik · Flieren · Hoeve · Honderdmorgen · Hulhuizen · Kapel · Klein Baal · Kommerdijk · Looveer · De Pas (Bemmel) · De Pas (Doornenburg) · Sterreschans · Vossenpels (deels) · Het Zand · Zandheuvel · Zandvoort